# Mokona
Mokona (もこな?; Kyōto, 16 giugno 1968) è una fumettista giapponese, membro del famoso quartetto CLAMP.
Lavora come disegnatrice principale e responsabile della colorazione e del character design.
Mokona era conosciuta fino al 2004, con il nome di Mokona Apapa (もこな あぱぱ?). Decise però di abbandonare "Apapa", perché le sembrava un nome troppo puerile per i suoi gusti.
In un'intervista di Satsuki Igarashi per la rivista Newtype USA, fu rivelato che quando il gruppo incontrò Yoshikazu Yasuhiko, Mokona affermò di essere una grande fan della serie fantascientifica Mobile Suit Gundam.

## Opere

### Fumetti
- 1989~oggi - storyboard, layout e direzione grafica & artistica di tutte le opere del gruppo CLAMP
- 1989~oggi - prima disegnatrice e copertinista di tutte le opere del gruppo CLAMP, eccetto:
  - 1989 - DERAYD, disegnato da Tamayo Akiyama
  - 1995 - Watashi no suki na hito, disegnato da Tsubaki Nekoi
  - 1996 - Wish, disegnato da Tsubaki Nekoi
  - 1999 - Mi piaci perché mi piaci, disegnato da Tsubaki Nekoi
  - 2000 - Lawful Drugstore, disegnato da Tsubaki Nekoi
  - 2003 - xxxHOLiC, disegnato con Tsubaki Nekoi (Mokona disegna solo i personaggi femminili)
  - 2003 - Tsubasa RESERVoir CHRoNiCLE, disegnato con Tsubaki Nekoi (Mokona disegna solo i personaggi femminili)

### Animazione
- 1991 - RG Veda: character design
- 1994 - CLAMP IN WONDERLAND: storyboard
- 1995 - Magic Knight Rayearth 2: storyboard della seconda OP e della seconda ED
- 1997 - Rayearth (OAV): character design originale
- 1998 - Card Captor Sakura: design dei costumi, design delle Clow Card
- 1999 - Clover: character design
- 2006 - CLAMP IN WONDERLAND 2: storyboard